# Elaphidion albosignatum
Elaphidion albosignatum es una especie de escarabajo longicornio del género Elaphidion, categorizada en la tribu Elaphidiini, de la subfamilia Cerambycinae. Fue descrita por Chevrolat en 1862.

## Descripción
Mide 14-21,6 mm de longitud.

## Distribución
Se distribuye por Cuba.